# シルフドラグーン ゼロ
『シルフドラグーン ゼロ』(Sylph Dragoon 0)は、フリーウェアのシューティングゲーム。作者はSmokingWOLF。

## 概要
宇宙空間を舞台とするSF作品である。作者SmokingWOLFの過去作『シルエットノート』内に登場したミニゲーム「シルフドラグーン」の続編として、当初は『シルフェイド学院物語』内のミニゲームとして開発されていたが、独立した作品として公開された。
作者の前作『モノリスフィア』とは対照的に、プレイの為にマウスとキーボードを同時に使用する、多少複雑な操作系を採用している。
作者の以前の作品の世界観が、主にユーモア・ギャグ（時に下ネタ）に溢れたファンタジーであったのに比べると、この作品のそれはSFらしい演出や専門用語が多用されるなど、ずっと雰囲気が引き締まった硬派寄りの印象の強いものである。しかし一部に、SmokingWOLF作品らしい色気などのネタは健在である。

## ストーリー
西暦2422年、後に「MIDAS」と名付けられるナノマシンが地球に飛来した。クローン生成能力を持つMIDASは地球上の資源を食らって爆発的に増殖、僅か10年で地球を灰色の星に染め上げ、更には月までもその手中に収めてしまう。
それから100年後、宇宙空間への退避を余儀なくされた人類は、太陽系からの離脱を主張する「ニューフロンティア派」、MIDAS掃討と地球への帰還を目指す「マザーアース派」の2派に分かれていた。
そうした中、MIDASに対する大規模な反攻作戦が展開される事となった。マザーアース派に属する主人公（パイロット）もこの作戦に参加し、補給艦「アトランティス」のバックアップを受けながらMIDASとの戦いに身を投じていく。

## システム
縦スクロールシューティングだったシルフドラグーンからは、大幅にシステムが変化している。

### 操作
自機の移動
キーボードで行う。
基本は上下左右の方向キー、及びW・S・A・Dのキーが、それぞれ画面上における上下左右の移動に対応している。ただしエストックのみ、マウスカーソルを基準とした動きになる（後述）。
攻撃・特殊行動
マウスで行う。
マウスを動かすことによって照準が移動、自機からその方向に向かって攻撃が行われる。つまり、攻撃は360度いかなる方向にも可能である。
左クリックによりメイン武器、右クリックによりサブ兵装が発動。中クリックによる射撃武器の自動連射もできる。
オペレータとの通信
ミッション中、オペレータがプレイヤーの意思確認をしたり、意見を求めたりすることがある。それに返答する際は、表示される選択肢の内望む方を左クリックすれば良い。
なお、一部の選択肢は無視してもゲームは進行する。

### ゲーム進行
ゲームは出撃前の準備を行うセットアップと、MIDASとの戦闘任務であるミッションを交互に繰り返すことで進行していく。
セットアップ
機体や装備の変更・調整を行う場面。セーブなどもここで行う。
ミッション
ゲーム本編。固定1画面のフィールド上に現れる敵勢力を制限時間内に撃破する事が目的となる。敵を全て撃破するか制限時間を超過すると、次の敵勢力が出現する。この時残存していた敵は取り逃した事になるが、設定上は後続のドラグーンが排除にあたっているとされている。ただし、ミッションによっては背後に控えている母艦などにダメージが入る事もあり、これによってゲームオーバーとなる場合もある。
ミッションを進めていくと、節目となる場面で何度か「撤退するか、戦闘を続行するか」の選択を迫られる。ただし、装甲が一定量以下まで減っていると強制的に撤退となる。戦闘を続行すれば、対MIDAS戦線の状況を表す「作戦成功度」が上昇し、この数値によってエンディングが分岐する。

## ドラグーン
本作においてプレイヤーが操作する事になる自機である。3種類の機体と4種類のメイン武器、同じく4種類のサブ兵装をそれぞれ選択して組み合わせ、自身のプレイスタイルに合わせた構成を組む事が出来る。またこれらのうち、機体とメイン武器については幾つかのパラメータが設定されており、ミッションクリアによって得られるクレジットを割り振る事で強化が可能。

### ドラグーンタイプ
ギガント タイプ
第一世代のドラグーン。元々は防衛任務のために設計されたもので、特に火力と装甲に優れる。
初心者向けとされている機体で、ゲーム開始時にはこの機体のみ選択可能。移動速度は低いが装甲(HP)が高く、唯一メイン武器を二つ装備する事が可能。ただしサブ兵装を使用する事は出来ない。
ラプター タイプ
第二世代のドラグーン。広大な戦場での運用を求められた結果、機動力に特化した設計となっている。その機動力故にパイロットには限界を超えた凄まじいG（加速度）が掛かるため、これを緩和する目的で搭乗時に多量の対Gジェルが体内に注入されている。そのため、パイロットは強烈な不快感に苛まれることになる。
中級者向けとされている機体で、移動速度が非常に高い反面、装甲やエネルギーは最低であるため、被弾時のリスクが高い。メイン武器とサブ兵装を各一つずつ装備可能。
エストック タイプ
第三世代に相当する最新型のドラグーン。その扱いづらさ故に正式には第三世代とは認められなかったが、高い潜在能力を秘めた高性能機で、未知の文明によって造られたパーツがそのまま組み込まれている。
上級者向けとされている機体で、マウスカーソルを中心として上＝前進・下＝後退・左＝時計回り・右＝反時計回りという、非常にクセのある操作方法となっている上、前進時以外の移動速度は極めて遅い。性能自体は全体的に高く、エネルギーは全タイプ中最大。メイン武器およびサブ兵装を各一つずつ装備出来る上、固定装備としてハイブースターを装備しており、スペースキーもしくはShiftキーで使用して急加速移動する事が出来る。

## 登場人物
パイロット
本作の主人公。識別コードはE0115。本名は明示されない。
全人類の中に44人しか確認されていない、ドラグーンに搭乗するパイロット適合者の内の一人。
ヘレン＝マイヤー
主人公を補佐するオペレータ。
ミッション中、主人公の母艦・アトランティス号から随時、指示・情報提供する。
ハヤト＝ムラサメ
アトランティス号の艦長。

## 用語
ドラグーン
高性能航宙戦闘機。名称は近世ヨーロッパで活躍した同名の兵科から取られている。既存の兵器とは一線を画した火力を備え、遺失技術を利用した強力なシールドにより防御面にも優れる。ハッキング対策として有機コンピュータを搭載し、更に神経と直接接続するシステムを実装した事で高い反応速度をも獲得したが、これらがネックとなってパイロットの資質が大きく問われる機体となってしまった。そのため希少な存在であるドラグーンのパイロットには様々な面で厚遇が図られ、多くの特権が与えられている。
MIDAS
謎に包まれたナノマシン群。あらゆる物質に寄生して解析・分解し、そうして得られた情報と資源を自らの生産活動に利用する。その活動は極めて活発で、ひとたびMIDASによって汚染されればどのような手段を以てしても逃れる事は出来ず、MIDASの一部として取り込まれてしまう。ナノマシンという特性上、単純に破壊するだけではその残骸さえ資源として利用することで、何度でも復活してしまう。よって、高火力の攻撃によって一粒残らず蒸発させる事でしかMIDASを倒す事はできない。現状、このような兵装を実現しているのはドラグーンのみである。